# Knochennadeln von Herxheim
Als Knochennadeln von Herxheim werden vier archäologische Funde ungeklärter Funktion bezeichnet, die aus der jungsteinzeitlichen Grabenanlage von Herxheim in Herxheim bei Landau (Rheinland-Pfalz, Landkreis Südliche Weinstraße) geborgen wurden. Die vier Knochennadeln von bis zu 22 cm Länge und 2,5 cm Breite waren eng beisammen liegend (möglicherweise in einem Beutel) nahe der Befundwand in einem Segment des inneren Grabens um die damals – vor rund 7000 Jahren – bewohnte linearbandkeramische Siedlung von Herxheim niedergelegt worden. Sie wurden aus Röhrenknochen vom Hausrind (Bos primigenius taurus) oder vom Rothirsch (Cervus elaphus) mit einem Silexmesser herausgetrennt und danach flächig geglättet. Spitze und Kopfplatte der ‚Nadeln‘ wurden noch speziell zugeschliffen.
Aus der linearbandkeramischen Kultur gibt es für diese fast identisch ausgeführten Knochennadeln keine vergleichbaren Funde. Die feinen Spitzen und breiten Kopfplatten machen sie zu Meisterwerken steinzeitlicher Handwerkskunst. Bemerkenswert ist, dass die ‚Nadeln‘, anders als die Masse der Werkzeuge und Geräte sowie der gezielt vom Fleisch befreiten Tier- und Menschenknochen, die aus der doppelten Grabenanlage von Herxheim zudem in häufig stark fragmentiertem Zustand geborgen wurden, unversehrt im Innengraben deponiert wurden.
Die Funktion der vier Knochennadeln ist ungeklärt. Zwar erinnern sie an Nadeln, doch dienten sie sicher nicht zum Nähen. Ein Einsatz als Werkzeug ist sogar unwahrscheinlich. Dagegen könnte es sich um Haarnadeln handeln. In eine Hochsteckfrisur eingeflochten, böten sie der Frisur Halt.